# Маркизовка

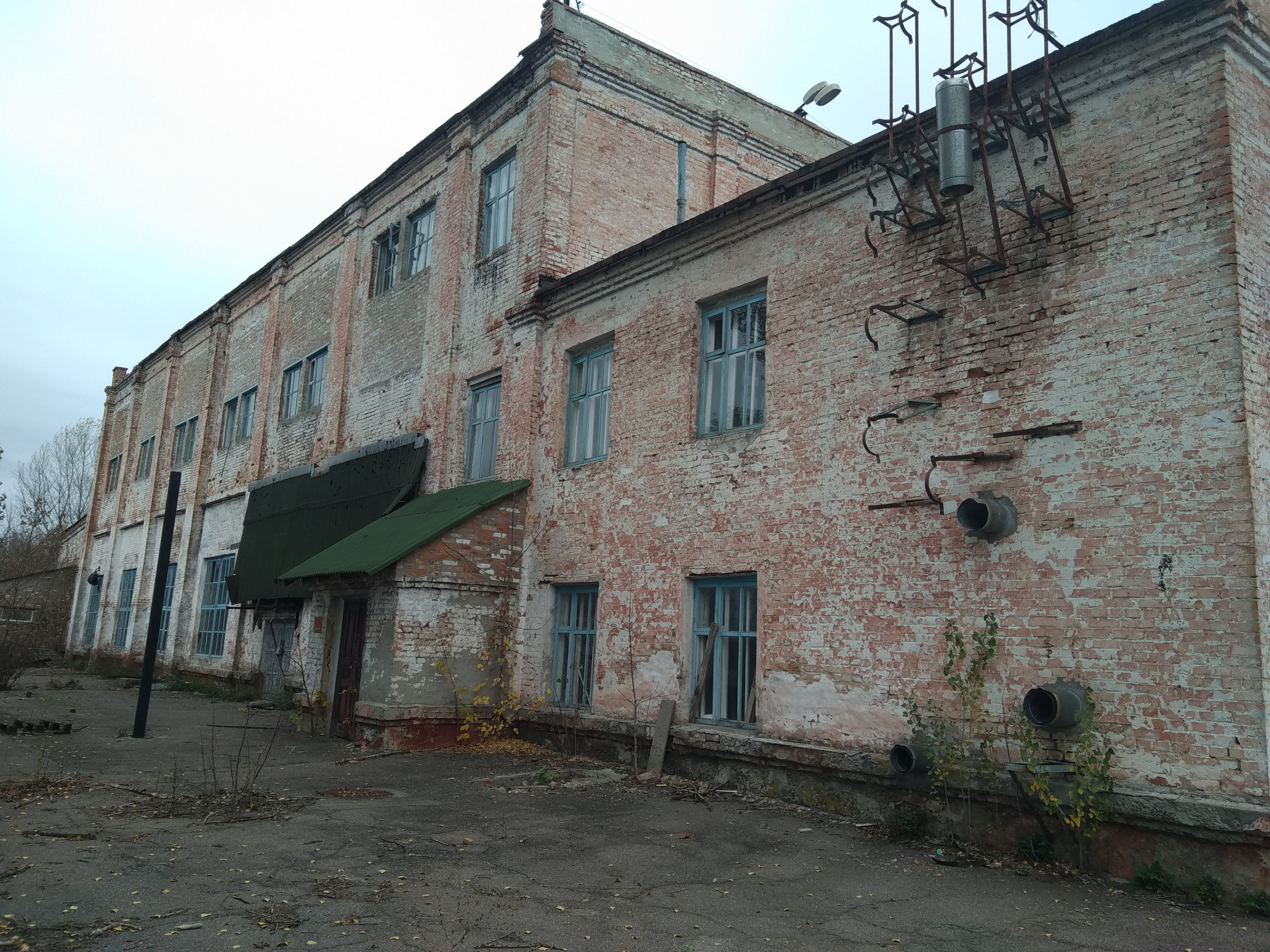
Старая фабрика (Золотоношский район)

Маркизовка (укр. Маркізівка) — село в Золотоношском районе Черкасской области Украины.
Население по переписи 2001 года составляло 176 человек. Почтовый индекс — 19731. Телефонный код — 4737.

## Местный совет
19731, Черкасская обл., Золотоношский р-н, с. Драбовцы

## История
В 1862 году во владельческой деревне Сотницкая Гребля было 18 дворов где проживало 95 человек (46 мужского и 49 женского пола).
На карте 1869 года есть как хутор Сотницкая Гребля.